# Ferula lancerotensis
Ferula lancerotensis är en flockblommig växtart som beskrevs av Filippo Parlatore och Hartung. Ferula lancerotensis ingår i släktet stinkflokesläktet, och familjen flockblommiga växter. Inga underarter finns listade i Catalogue of Life.